# Емир
Емир (أمير) је арапски израз којим се изворно значавао командант, генерал, или принц, а понекад се изговара и као амир, али има исто значење.
Овај израз временом је постао назив за високу племићку титулу, или титулу коју су добијали државни функционери који су се налазили на високим положајима, најчешће у арапском свету, а од 19. века и у Авганистану. Ова титула се врло брзо раширила у средњовековном муслиманском свету. Емири су у исламским монархијама, обично били високо позиционирани шеици. У случајевима кад се та титула односила на монархову децу, емир је тад значио принц (кнежевић), а уз његову титулу ишао је и емират (кнежевина) - територија којим је он управљао. Емирати су дакле били пандан европским кнежевинама.
Емир је и врло популарно и често лично име (не и титула) у Босни и Турској. Реч емир ушла је у енглески језик 1593. године преко француске речи емир. Емир је било једно од имена или наслова муслиманског пророка Мухамеда.
Катар и Кувајт су једине независне земље које су задржале титулу „емир” за своје монархе. Последњих година, савремени наследни владари који желе да нагласе своју секуларну власт под владавином права, титулу су постепено замењивали са „краљ”. Значајан пример је Бахреин, чији је монарх променио титулу из емира у краља 2002. године.

## Порекло
Амир, што значи „господар” или „главни командант”, изведено је из арапског корена a-m-r, „команда”. Првобитно са једноставним значењем „командант”, почела је да се користи као титула вођа, гувернера или владара мањих држава. У савременом арапском језику ова реч је аналогна титули „принц”. Реч је ушла у енглески 1593. године, од француске речи émir. То је била једна од титула или имена исламског пророка Мухамеда.

## Кнежевске, министарске и племићке титуле
- Монарси Катара и Кувајта тренутно носе титулу емира.[4][5][6]
- Сви чланови куће Сауд имају титулу емира (принца).[7][8][9]
- Авганистан под владом Талибана је званично емират де факто, са вођом талибана који носи титулу Amir al-Mu'minin.[10][11]
- Калифи су прво користиле титулу Амир ел-Муминин или „командант верних”, наглашавајући своје вођство над исламским царством, посебно над милицијом. Ту титулу су преузели разни други муслимански владари, укључујући султане и емире. За шиитске муслимане, они и даље дају ову титулу калифу Алији као Амир ел-Муминин.
- Абасидски (у теорији још увек универзални) калиф Ел-Ради је створио место Амира ел-Умара („амир амира“) за Ибн Рејка; титула се користила у разним исламским монархијама, као и у војном контекстру. У Ираку, директни потомци претходних емира из највећих племена, као што су племена Шамар и Куза, који су владали краљевствима пре модерне државности, користе титулу шеика или принца као потомци краљевске породице.[12][13]
- Амир ел-Бахр (أمير البحر, „морски заповедник“) сматра се етимолошким местом порекла енглеског адмирала, француског amiral и сличних термина у другим европским језицима.

## Војни чинови и звања
Од почетка је емир била војна титула. У 9. веку термин је коришћен да означи владара једне државе, односно италијанског Емирата Сицилије.
У одређеним децимално организованим муслиманским војскама, Амир је био официрски чин. На пример, у мугулског Индији, Амири су командовали са 1000 коњаника (подељених у десет јединица, свака под сипах саларом), десет од њих под једним маликом. У царској војсци каџарске Персије:
- Амир-и-Нујан
- Амир Панџ, „Командант 5.000”
- Амир-и-Туман, „Командант 10.000”

Следећа звања која се помињу као „амир” постојала су средњовековним муслиманским државама:
- Амир ел-умара, „амир амира“ (уп. супра) или „командант команданта“
- Амир ел-хаџ, „командант хаџа [каравана]”
- Амир ел-араб, „командант Арапа [бедуинских племена]”

## Друге употребе
- Амир је мушко име на перзијском језику и име префикса за многа мушка имена као што су Амир Али, Амир Абас.
- Амир-и-Иел означава поглавара Ил (племена) у царској Персији.
- Мушки Амир и женско Амира су имена на арапском језику уобичајена међу Арапима, без обзира на веру и муслиманима без обзира на етничку припадност, баш као што су латински Рекс и Регина („краљ“ и „краљица“) уобичајени у западном свету. У Босни и Херцеговини женско име Емира, које се често тумачи као „принцеза”, изведеница је од мушког имена Емир.
- Мушки Амир и женско Амира су имена на хебрејском језику која су релативно честа у Израелу. На хебрејском та реч такође може значити „сноп жита” или „крошња дрвета” у зависности од правописа.